# Jacques Duchesne (général)
Pour les articles homonymes, voir Jacques Duchesne et Duchesne.
Jacques Duchesne, né à Sens le 3 mars 1837 et mort le 27 avril 1918 dans le département de la Seine, est un général français, grand-croix de la Légion d'honneur et médaillé militaire.
Saint-cyrien, il participe à la bataille de Solférino en 1859 où il est blessé. Il combat durant la guerre de 1870 puis commence une carrière coloniale sans le Sud oranais en 1882, au Tonkin et à Formose en 1885. Après diverses affectations en France, il est promu général de brigade en 1888, général de division en 1893 et commande en chef le corps expéditionnaire de l'expédition de Madagascar en 1895-1896. Il est ensuite inspecteur général de plusieurs corps d'armée et membre du Conseil supérieur de la guerre. Il prend sa retraite en 1907 après 52 ans de services et 18 campagnes.

## Biographie
Né à Sens le 3 mars 1837, il est le fils d'Achille Duchesne, notaire, et de Marie Anne Charlotte Rosalie Sergent. Il entre à l'École spéciale militaire de Saint-Cyr en 1855, et en sort comme lieutenant en 1861.
Il sert à la Légion étrangère en 1876 et est promu au grade de lieutenant-colonel en 1882. En 1884, il est commandant du 4e régiment de marche  au sein du Corps expéditionnaire du Tonkin lors de la campagne de Bac Ninh.
Il est détaché au corps de Formose comme commissaire de la Marine en 1885 puis comme commandant des troupes dudit corps, qui débarquent sous le commandement d'Amédée Courbet lors de la Campagne des Pescadores (1885).
En 1895, il dirige le corps expéditionnaire pour l'expédition de Madagascar en 1895-1896.
Il est membre du Conseil supérieur de la guerre.
Il est élevé à la dignité de grand-croix de la Légion d'honneur le 11 juillet 1901 puis décoré de la Médaille militaire le 29 décembre 1903.

## Décorations
- Médaille militaire (1903)
- Grand-croix de la Légion d'honneur (1901)

## Sources et bibliographie
- Eugène Germain Garnot, L'expédition française de Formose, 1884–1885, Paris, Delagrave, 1894
- Jean François Alphonse Lecomte, Lang-Son : combats, retraite et négociations, Paris, Charles-Lavauzelle, 1895